# Combinatio nova

Combinatio nova, abrégé en comb. nov.  (parfois n. comb.), est une locution latine signifiant  « combinaison nouvelle ». Elle est utilisée en science de la nature lorsqu'un nouveau nom binomial est créé sur la base d'un nom préexistant.
Il existe trois situations :
- un taxon est transféré dans un genre différent,
- un taxon infraspécifique est transféré dans une espèce différente,
- le rang d'un taxon est modifié.

## Exemples
Quand une espèce antérieurement nommée est affectée à un genre différent, le nouveau nom de genre est combiné avec celui (épithète spécifique) de ladite espèce, par exemple, quand Calymmatobacterium granulomatis a été rebaptisée Klebsiella granulomatis, elle a été appelée Klebsiella granulomatis comb. nov. pour spécifier qu'il s'agissait d'une nouvelle combinaison.

## Règles et restrictions nomenclaturales
La nomenclature taxonomique suit des règles spécifiques régissant la manière dont de nouvelles combinaisons peuvent être créées et validées. Un principe fondamental est que de véritables nouvelles combinaisons ne peuvent être réalisées qu'entre des taxons de rangs identiques.
Lorsque des changements de rang taxonomique se produisent, comme l'élévation d'une sous-espèce au statut d'espèce, ils sont désignés par le terme « status novus » (stat. nov.), indiquant un changement de rang plutôt qu'une nouvelle combinaison.